# Delphine Réau
Delphine Réau, née Delphine Racinet le 19 septembre 1973 à Melun, est une sportive française de 1,71 m pour 65 kg, pratiquant le tir dans la discipline de la « fosse olympique ». Elle remporte deux médailles olympiques à douze années d'écart : la médaille d'argent aux Jeux olympiques de Sydney (2000) et le bronze à Londres (2012).
Delphine Réau mène de front sa carrière de sportive de haut niveau et sa carrière chez Bouygues Bâtiment Île-de-France où elle travaille en tant que comptable . 

## Biographie
Durant les Jeux olympiques 2020 à Tokyo, elle est consultante pour France Télévisions et commente les épreuves de tir (sur plateau) avec Gaël Robic.

## Club
- Racing Club de France

## Palmarès

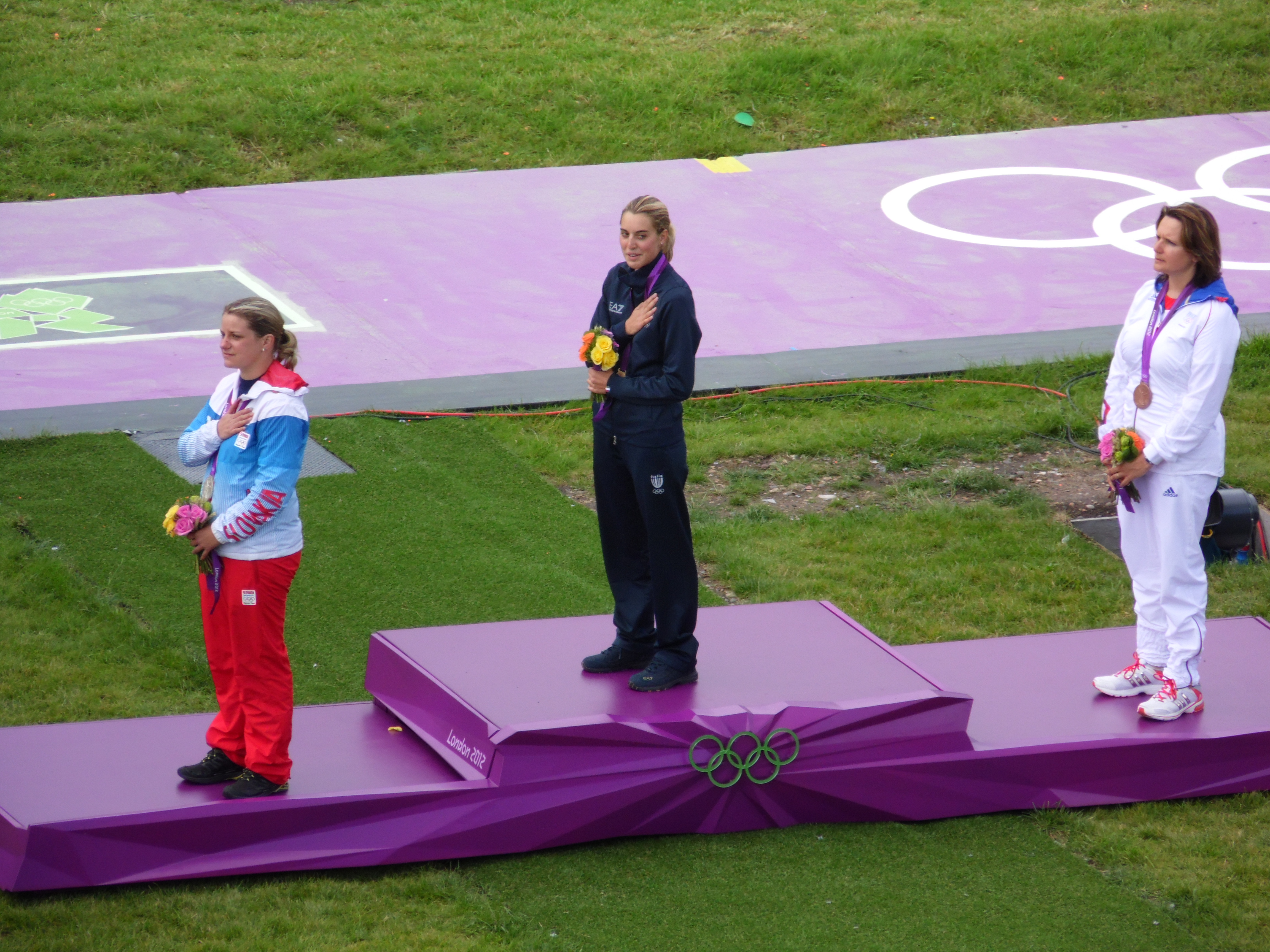
Delphine Réau sur la 3e marche du podium des Jeux olympiques 2012.

### Jeux olympiques
- Médaille d'argent aux Jeux olympiques de 2000 à Sydney (Australie) dans la catégorie « Fosse olympique ».
- Médaille de bronze aux Jeux olympiques de 2012 à Londres (Angleterre) dans la catégorie « Fosse olympique »[3].

### Championnats du monde
Classement individuel
- Médaille de bronze aux Championnats du monde en 1999 à Tempere (Finlande) + quota olympique dans la catégorie « Fosse olympique ».

Classement par équipes
- Médaille d'argent aux Championnats du Monde en 1999 à Tempere (Finlande).
- Médaille d'argent aux Championnats du Monde en 2011 à Belgrade (Serbie) + record du monde ( 213/225, à égalité avec la Russie).

### Championnats d'Europe
Classement individuel
- 4e aux Championnats d'Europe en 1994 et en 2015 dans la catégorie "Fosse olympique".
- Médaille d'argent aux Championnats d'Europe en 2006 à Maribor (Slovénie) dans la catégorie "Fosse olympique".
- Médaille d'or aux Championnats d'Europe en 2007 à Grenade (Espagne) dans la catégorie "Fosse olympique".
- Médaille de bronze aux Championnats d'Europe en 2011 à Belgrade (Serbie) dans la catégorie "Fosse olympique".

Classement par équipes
- Médaille de bronze aux Championnats d'Europe en 1999 à Poussan (France) dans la catégorie "Fosse olympique".
- Médaille d'or aux Championnats d'Europe en 2006 à Maribor (Slovénie) dans la catégorie "Fosse olympique".
- Médaille d'argent aux Championnats d'Europe en 2007 à Grenade (Espagne) dans la catégorie "Fosse olympique".
- Médaille de bronze aux Championnats d'Europe en 2011 à Belgrade (Serbie) dans la catégorie "Fosse olympique".
- Médaille de bronze aux Championnats d'Europe en 2015 à Maribor (Slovénie) dans la catégorie "Fosse olympique".
- Médaille d'argent aux Championnats d'Europe en 2017 à Bakou (Azerbaïdjan) dans la catégorie "Fosse olympique".

### Coupes du monde
- Médaille d'or à la Finale des Coupes du Monde de Koweït City (Koweït) en 1999 dans la catégorie "Fosse olympique".
- Médaille d'or à la Coupe du Monde pré-olympique de Sydney (Australie) en 2000 dans la catégorie "Fosse olympique" + record du monde égalé (95/100).
- Médaille d'or à la Coupe du Monde de Grenade (Espagne) en 2003 + quota olympique dans la catégorie "Fosse olympique".
- Médaille de bronze à la Coupe du Monde de Saint-Domingue (République Dominicaine) en 2007 + quota olympique dans la catégorie "Fosse olympique".
- Finaliste (6e place) à la Coupe du Monde de Maribor (Slovénie) en 2011 + quota olympique dans la catégorie "Fosse olympique".

### Jeux Méditerranéens
- Médaille d'or à Alméria (Espagne) en 2005 dans la catégorie "Fosse olympique".

### Championnats de France
- Championne de France catégorie "Fosse olympique" en 1997, 1999, 2000, 2002, 2003, 2004, 2005, 2006 et 2009.
- Vice-championne de France catégorie "Fosse olympique" en 2007 et 2008.
- Médaille de bronze au Championnat de France catégorie "Fosse olympique" en 2015

## Distinctions
- Chevalier de l'ordre national du Mérite en 2000[4]